# Joaquín de Bolós y Saderra
Joaquín de Bolós y Saderra (Olot, 21 de septiembre de 1854-Barcelona, 1937) fue un abogado, publicista, historiador y político español, concejal del Ayuntamiento de Barcelona en varias ocasiones.
Partidario del carlismo, es conocido por sus escritos sobre la tercera guerra carlista en Cataluña y la conspiración que la precedió.

## Biografía
Era hijo de José Oriol de Bolós y Santaló y de Carmen Saderra y Homs. Uno de sus hermanos fue el farmacéutico y botánico Jaime de Bolós y Saderra (1952-1914). Comenzó a estudiar Derecho, pero interrumpió sus estudios para enrolarse voluntario al ejército de Don Carlos en la tercera guerra carlista.
En 1872 había empezado a conspirar en su casa de campo en Montagut. Finalmente, según narraría él mismo, decidió alistarse con otros jóvenes carlistas «cansados de conspirar en la ciudad y por temor a ir a la cárcel». En su casa de Olot estuvo muchas semanas alojado el general Rafael Tristany.
Acabada la guerra, reanudó sus estudios, que terminó en 1880, ingresando en el Colegio de Abogados de Barcelona. Fue juez suplente del distrito del Hospital en Barcelona en 1887, aunque también trabajó como almacenista de maquinaria y ferretería.
Ocupó cargos en la Juventud Católica desde su fundación y colaboró en el diario carlista El Correo Catalán en su primera época, con Luis María de Llauder.
En 1900 redactó junto con Ramón Jordana un proyecto de estatuto regional de Cataluña que presentaron a Don Carlos en Venecia. Joaquín de Bolós lideró la expedición y transmitió asimismo al pretendiente una comunicación de Salvador Soliva, que pretendía realizar un alzamiento carlista inminente. 

### Concejal del Ayuntamiento de Barcelona
En las elecciones municipales de 1917 fue elegido concejal jaimista del Ayuntamiento de Barcelona, cargo que revalidaría en 1920. En el consistorio barcelonés destacó por sus iniciativas equilibradas, ganándose el respeto del resto de concejales de diferente signo ideológico. Fundó La Tesorería Mutual, una mutualidad destinada a combatir los estragos de la usura entre la clase media, por la que en 1918 fue obsequiado con un homenaje.
Para reorganizar el tradicionalismo con motivo del conflicto entre Don Jaime y Juan Vázquez de Mella, en marzo de 1919 formó parte de un Comité de acción tradicionalista de Cataluña, integrado también por Teodoro de Mas, Federico Escoda, Joaquín de Solá Morales y Rafael La Rosa.
Por discrepancias con su partido, a principios de 1920 se planteó dimitir como concejal, pero permaneció tras los ruegos del Centro de Defensa Social para que mantuviera el acta. Tras publicar un artículo titulado «La crisis fatal de un partido», en el que Joaquín de Bolós aconsejaba a los jaimistas reforzar las derechas, en septiembre del mismo año fue expulsado de la Comunión Tradicionalista por acuerdo de la Junta Regional, así como del Centro regional de Veteranos carlistas de Cataluña. Los dirigentes jaimistas, imputándole deslealtad por infundir pesimismo en los tradicionalistas, le reprochaban además haber acudido anteriormente a recepciones oficiales en honor de Alfonso XIII.
Junto con otros concejales (el barón de Viver, Arcadio de Arquer y Valentín Iglesias), en enero de 1921 propuso que el Ayuntamiento felicitase al gobernador Martínez Anido por su actuación en bien de los intereses de Barcelona y Cataluña.
Visitó al capitán general de Cataluña, Miguel Primo de Rivera, tras el golpe de Estado del 13 de septiembre de 1923. Vinculado aún al tradicionalismo mellista, en 1924 asistió al acto de fundación de la Juventud de Acción Tradicionalista de Barcelona.
Sería nuevamente concejal del Ayuntamiento de Barcelona entre 1929 y 1930, durante la dictadura de Primo de Rivera.
Fue vocal del Consejo de Administración del Fomento de Casas baratas, socio de Fomento del Trabajo Nacional, de la Cámara de Comercio, Industria y Navegación de Barcelona y de la Sociedad Económica Barcelonesa de Amigos del País.

### Recuerdos de la última guerra carlista
En enero de 1928 colaboró con una serie de artículos para El Noticiero Universal, en los que compartía sus recuerdos sobre el carlismo de manera aséptica, mostrando «aversión y repulsión a toda guerra fratricida». Solo se llegaron a publicar dos, debido a las amenazas que recibió por parte de elementos del Requeté nada más publicarse el primer artículo.
A pesar de este incidente, a finales de ese año y animado por amigos, decidió publicar sus escritos ampliados en el libro «La guerra civil en Cataluña (1872-1876)», con sus vivencias durante la tercera guerra carlista en la región, y en 1929 sacó otro con las memorias inéditas de un general carlista sobre la conspiración que precedió a dicha guerra, ocultando algunos nombres.

### Guerra civil
Durante la guerra civil española, refugió en su domicilio en la calle Junqueras n.º 15 de Barcelona, donde vivía con su hija, a su amigo sacerdote Manuel de Alós y de Dou y al hermano de éste, José María de Alós y de Dou (también sacerdote), hijos de Luis Fernando de Alós y de Martín, un aristócrata y periodista carlista.
El 3 de noviembre de 1936 se los llevaron a todos a la comisaría de la calle Ancha, y de allí a la checa de San Elías. Días después, dejaron marchar a Joaquín de Bolós, gravemente enfermo, y a su hija Remedios. Joaquín de Bolós falleció algunas semanas después. Los dos sacerdotes fueron fusilados diez días más tarde en el cementerio de Moncada y Reixach, tras haber sido torturados en la checa.

### Descendencia
Se casó con Dolores Bosch de Mates, con quien tuvo por hijos a Javier, Remedios, Ramón María y Carmen. Ramón María de Bolós y Bosch fue sacerdote jesuita y falleció en 1934. Ese mismo año Joaquín editó a título póstumo una colección de poesías en castellano y catalán de su difunto hijo.
Su nieto Ignacio de Bolós de Almar (†2011) fue procurador causídico y en 1963 fue alcalde accidental de Santa Coloma de Farners.

## Obras
- La Guerra civil en Cataluña (1872-1876) (1928)
- El Carlismo en Cataluña (1930)